# Li Xiaolu
Pour les articles homonymes, voir Li.
Li Xiaolu est une nageuse synchronisée chinoise née le 7 novembre 1992 à Xiangtan. Elle remporte la médaille d'argent du ballet aux Jeux olympiques d'été de 2016 à Rio de Janeiro.